# 安旱苋
安旱苋（学名：Philoxerus wrightii）是苋科安旱苋属的植物。分布在台湾岛、日本等地，多生在海滨岩石上，目前尚未由人工引种栽培。
种名 wrightii 以19世纪美国生物学家Charles Wright的名字命名。